# Natalio Hernández

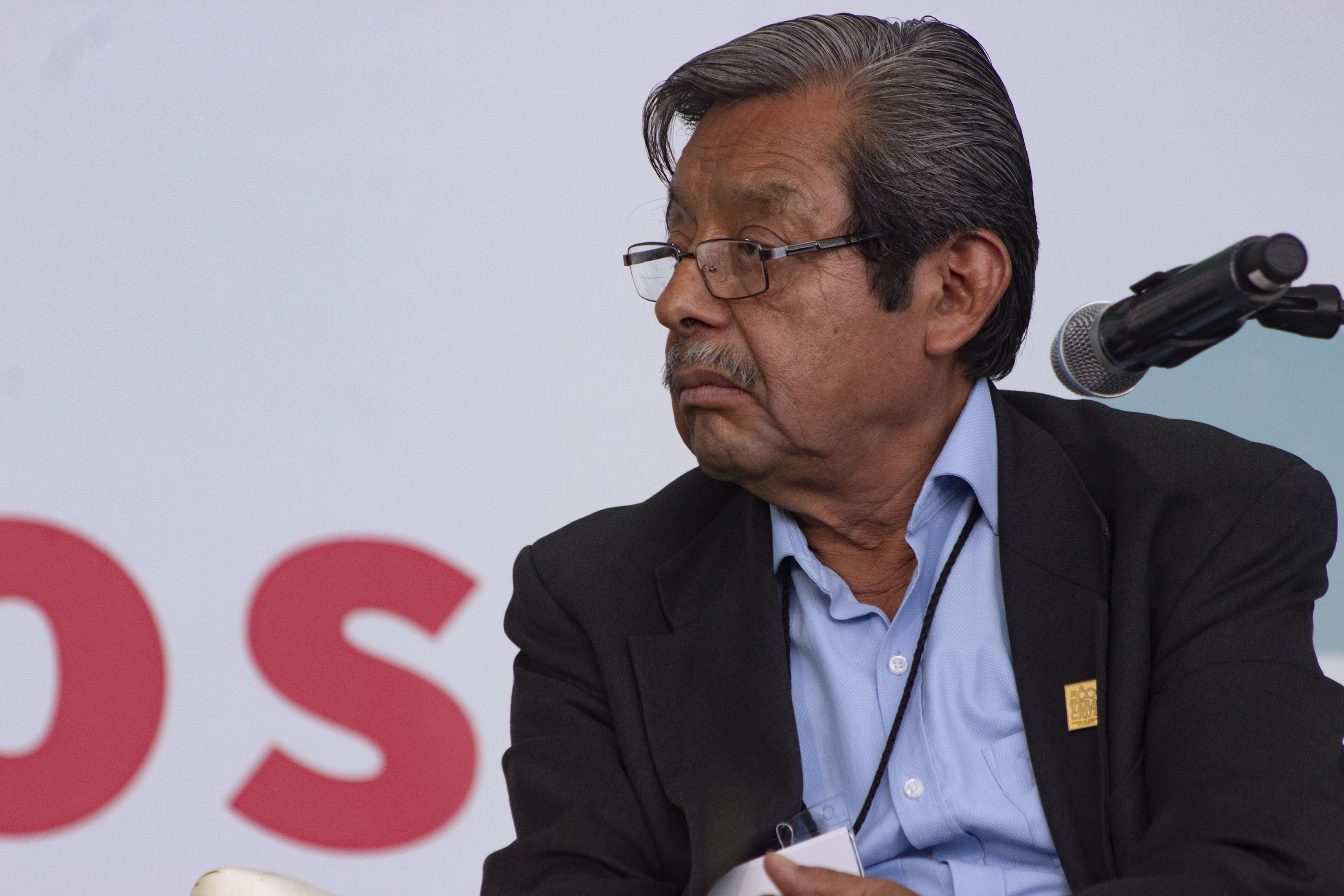
Natalio Hernández en 2019.

Natalio Hernández Hernández también conocido como Natalio Hernández Xocoyotzin y por el seudónimo José Antonio Xokoyotsij, es un intelectual y poeta nahua. Nació el 27 de julio de 1947 en Naranjo Dulce, un pueblo en el municipio de Ixhuatlán de Madero, en el estado de Veracruz.
Es un fundador de la Asociación de los Escritores en Lenguas Indígenas (AELI, Asociación de Escritores en Indigenous Lenguas), la Casa de los Escritores en Lenguas Indígenas (CELI, Casa de Escritores en Indigenous Lenguas), y la Alianza Nacional de Profesionales Indígenas Bilingües (o ANPIBAC, Alianza Nacional de Indigenous Profesionales Bilingües). Desde 2013 es  miembro correspondiente de la Academia Mexicana de la Lengua.
Es acreedor de los siguientes premios: Premio Toltecayotl de Letras Indígenas del Consejo General de la Casa de los Pueblos Indígenas de Puebla, 2000. Premio Bartolomé de las Casas, otorgado por la Casa de América de España, 1998. Premio Nezahualcóyotl de Literatura en Lenguas Indígenas del CONACULTA, 1997.

## Obras
- Xochikoskatl (1985; ISBN 968-6031-02-2).
- Sempoalxóchitl / Veinte flores: una sola flor (1987;   ).
- Ijkon ontlajtoj aueuetl / Así habló el ahuehuete (1989;   ).
- Canto nuevo de Anahuac (1994;   ).
- Papalocuicatl / Canto Un las mariposas (1996;   ).
- In tlahtoli, in ohtli / la palabra, el camino: Memoria y destino de los pueblos indígenas (1998;   ).
- El despertar de nuestras lenguas: Queman tlachixque totlahtolhuan (2002;   ).
- Semanca huitzilin / Colibrí de la armonía / Hummingbird De Harmony (2005;   ).
- De la hispanidad de cinco siglos a la mexicanidad del siglo XXI (2020; ).

## Premios
Es acreedor de los siguientes premios: 
- Premio Toltecayotl de Letras
- Indígenas del Consejo General de la Casa de los Pueblos Indígenas de

Puebla, 2000. 
- Premio Bartolomé de las Casas, otorgado por la Casa de América de España, 1998. Premio Nezahualcóyotl de Literatura en Lenguas Indígenas del CONACULTA, 1997.